# Villers-Vermont

Villers-Vermont este o comună în departamentul Oise, Franța. În 1 ianuarie 2022 avea o populație de 121 de locuitori.